# Bob Anderson
Bob Anderson, britanski dirkač Formule 1, * 19. maj 1931, Hendon, London, Anglija, Združeno kraljestvo, † 14. avgust 1967, Northampton, Anglija.
Bob Anderson je pokojni angleški dirkač Formule 1, ki je vso svojo kariero dirkal za privatno moštvo DW Racing Enterprises. Debitiral je v sezoni 1963, ko je nastopil na dveh dirkah in obakrat končal na dvanajstem mestu. V naslednji sezoni 1964 je na drugi dirki sezone za Veliko nagrado Nizozemske dosegel prvo uvrstitev med dobitnike točk s šestim mestom. V isti sezoni je na Veliki nagradi Avstrije dosegel tretje mesto, svojo edino uvrstitev na stopničke v karieri. Po sezoni 1965, ko mu ni uspelo osvojiti točk, in sezoni 1966, ko mu je to uspelo enkrat s šestim na Veliki nagradi Italije, je sezono 1967 začel s petim mestom na Veliki nagradi Južne Afrike, kar je njegov drugi rezultat kariere, toda na šesti dirki sezone za Veliko nagrado Velike Britanije se je v dežju hudo ponesrečil, tako da je kasneje umrl za posledicami nesreče v bližnji bolnišnici.

## Popolni rezultati Formule 1
(legenda) (odebeljene dirke pomenijo najboljši štartni položaj, poševne pa najhitrejši krog, †-uvrščen kljub odstopu)
| Leto | Moštvo                | Šasija       | Motor             | 1       | 2       | 3       | 4      | 5       | 6       | 7       | 8      | 9   | 10  | 11  | Prv | Toč |
| ---- | --------------------- | ------------ | ----------------- | ------- | ------- | ------- | ------ | ------- | ------- | ------- | ------ | --- | --- | --- | --- | --- |
| 1963 | DW Racing Enterprises | Lola Mk4     | Climax V8         | MON     | BEL     | NIZ     | FRA    | VB 12   | NEM     | ITA 12  | ZDA    | MEH | JAR |     | -   | 0   |
| 1964 | DW Racing Enterprises | Brabham BT11 | Climax V8         | MON 7   | NIZ 6   | BEL DNS | FRA 12 | VB 7    | NEM Ret | AVT 3   | ITA 11 | ZDA | MEH |     | 11. | 5   |
| 1965 | DW Racing Enterprises | Brabham BT11 | Climax V8         | JAR NC  | MON 9   | BEL DNS | FRA 9  | VB Ret  | NIZ Ret | NEM DNS | ITA    | ZDA | MEH |     | -   | 0   |
| 1966 | DW Racing Enterprises | Brabham BT11 | Climax Straight-4 | MON Ret | BEL     | FRA 7   | VB NC  | NIZ Ret | NEM Ret | ITA 6   | ZDA    | MEH |     |     | 17. | 1   |
| 1967 | DW Racing Enterprises | Brabham BT11 | Climax Straight-4 | JAR 5   | MON DNQ | NIZ 9   | BEL 8  | FRA Ret | VB Ret  | NEM     | KAN    | ITA | ZDA | MEH | 16. | 2   |